# LU 111 BB
LU 111 BB – francuski 155 mm pocisk odłamkowo-burzący z gazogeneratorem produkowany przez firmę GIAT.

## Dane taktyczno-techniczne
- Kaliber: 155 mm
- Długość: 865 mm
- Masa: 43,2 kg
- Masa materiału wybuchowego: 8,8 kg
- Donośność: 39 000 m (lufa L/52)